# مانفريد فرانك
مانفريد فرانك (بالألمانية: Manfred Frank)‏ هو فقيه لغة وفيلسوف ألماني، ولد في 22 مارس 1945 في فوبرتال في ألمانيا.